# Mariánské Lázně
Mariánské Lázně (tyska: Marienbad) är en stad i västra Tjeckien. Befolkningen uppgick till 13 224 invånare i början av 2016. Staden är en känd kurort.

## Vänorter
Mariánské Lázně har följande vänorter:
- Bad Homburg, Tyskland
- Chianciano Terme, Italien
- Malvern, Worcestershire, Storbritannien
- Marcoussis, Frankrike
- Nizjnij Tagil, Ryssland
- Weiden in der Oberpfalz, Tyskland